# Ščipalci
Ščipalci ali škorpijoni (znanstveno ime Scorpiones) so red členonožcev, ki jih natančneje uvrščamo med pajkovce, vanj pa uvrščamo okrog 2000 danes živečih opisanih vrst. Znani so predvsem po svojem strupniku, ki ga uporabljajo za lov in obrambo, pri kateri lahko boleče pičijo tudi človeka. Čeprav velika večina ni življenjsko nevarna človeku, jih obravnavamo kot nadlogo, saj se pogosto zadržujejo v človeških bivališčih.
Beseda škorpijon izhaja iz starogrškega σκορπιός, latinizirano: skorpios, ki prav tako označuje ščipalca.

## Telesna zgradba
So razmeroma veliki členonožci, največji dosežejo do 18 cm v dolžino, večina pa meri manj kot 10 cm (vključno z repom). Imajo trd zunanji skelet in sploščeno telo, ki jim omogoča skrivanje pod kamni in v podobnih ozkih odprtinah.
Kot pri ostalih pajkovcih je telo ščipalcev razdeljeno na dva dela, prosomo (glavoprsje) in zadek. Slednji je prav tako dvodelen, zadnji del tvori razmeroma dolg rep, ki se končuje s strupnikom. Iz glavoprsja izraščajo okončine, od spredaj nazaj par majhnih, kleščastih pipalk (helicer), par močno povečanih in prav tako kleščastih pedipalpov ter štirje pari nog. Pedipalpi so tisti, ki jih navadno označujemo za »škorpijonove klešče« in po njih najzanesljiveje ločimo ščipalce od vseh drugih pajkovcev. Na vrhu glavoprsja je v sredini dvignjen del, kjer se nahajajo velike oči, ščipalci pa imajo tudi dva do pet parov majhnih očesc na grebenu ob strani glavoprsja blizu sprednjega roba telesa.
Sprednji del zadka gradi sedem členov. Na trebušni strani prvega je genitalna odprtina, ki jo zakriva parni pokrovček (operkulum), za njo pa iz drugega člena izrašča par čutilnih okončinc, ki ju označujemo z besedo pektin. Pektina sta glavniku podobni strukturi, ki izraščata iz sredine navzven in sta prav tako posebnost ščipalcev. Na trebušni strani členov od tretjega do sedmega so parne dihalne odprtine (spirakli). Preostalih pet členov zadka je ozkih in tvorijo rep. Na spodnji strani zadnjega je analna odprtina, za njo pa je nanj pritrjen strupnik, ki je preobražen telzon. Ta je kroglaste oblike z ostrim želom, ki ima kanal za vbrizgavanje strupa.

## Življenje
Večinoma se razmnožujejo spolno, pri redkih vrstah pa je znan tudi pojav partenogeneze. V obdobju parjenja samci aktivno iščejo samice. Ko samec najde samico, pričneta z zapletenim svatbenim ritualom, kjer iztegneta zadke visoko v zrak in krožita drug okrog drugega. Pri nekaterih vrstah dvori le samec s pozibavanjem telesa. Po dvorjenju samec zagrabi samico s kleščami in skupaj nato nekaj časa hodita naprej in nazaj (»promenada«). To vedenje služi iskanju primernega mesta za odlaganje spermatofora in lahko traja od deset minut do več ur. Oploditev je zunanja. Ko samec zazna ustrezno podlago, pritrdi nanjo spermatofor, nato pa usmeri samico nadenj. Ko ta zadene spermatofor s svojimi genitalijami, se semenčice sprostijo vanjo. Večkrat se zgodi, da po parjenju samica požre samca.
Vsi ščipalci so živorodni - jajčeca dozorevajo v materinem telesu in izležejo se živi mladiči. Samica izleže od enega do 95 mladičev (odvisno od vrste), ki so zelo drobni in nebogljeni. Takoj splezajo na materin hrbet, kjer ostanejo do prve levitve, ki nastopi po enem do štirih tednih. Po tistem se osamosvojijo. Spolno zrelost dosežejo v šestih mesecih do šestih letih. Nekateri ščipalci dosežejo starost tudi do 25 let.

## Ekologija
V splošnem so nočno aktivne živali, ki čez dan mirujejo skriti v špranjah pod kamni, lubjem in podobnih hladnih mestih. Ponoči prilezejo iz svojih skrivališč in lovijo svoj plen - žuželke (npr. ščurke in hrošče), pajke, stonoge in druge členonožce. Plen zaznajo s čutili, občutljivimi na vibracije. Glede na strategijo lova najdemo med njimi tako lovce iz zasede kot aktivne zalezovalce plena. Svoj strup uporabljajo da omrtvičijo plen, nato pa vanj izločijo prebavne encime, ki utekočinijo tkiva.
Večina vrst živi v vlažnih delih sveta, kjer temperatura niha med 20 °C in 37 °C, nekatere pa preživijo tudi v suhih in vročih puščavah ali visoko v gorah, kjer pade temperatura pozimi do −25 °C (taki so predstavniki rodu Euscorpiops s Himalaje).
Najpomembnejši vzrok smrtnosti so vretenčarski plenilci, med njimi glodavci, ptiči in kače, vendar tudi kanibalizem ni redek pojav.

### Pomen za človeka
Ljudje imajo do ščipalcev večinoma negativen odnos, saj se dogaja, da v obrambi pičijo tudi človeka. Njihov strup je hitro delujoč in povzroči bolečo oteklino, podobno kot pri piku čebele. Le okrog 25 vrst, večinoma iz družine debelorepov (Buthidae), je življenjsko nevarnih odraslemu človeku. Največ žrtev pikov ščipalcev je med otroci in starejšimi, nekateri ljudje pa so na strup tudi alergični. Večina človeških žrtev je posledica pika ščipalca vrste Androctonus australis, ki živi v severni Afriki, vendar za najnevarnejšega ščipalca velja Leiurus quinquestriatus, ki živi od severne Afrike do srednjega vzhoda. Ta je mnogo agresivnejši, a tudi mnogo redkejši in je verjetnost za stik manjša.

## Evolucija
Fosilni zapis ščipalcev sega v preteklost do silurja pred okoli 430 milijoni let, s čimer so najstarejši znani kopenski členonožci. Vendar pa so prvi ščipalci verjetno živeli v vodi, saj so imeli škrge. Na kopnem so se pojavili v zgodnjem karbonu, nekateri od takratnih ščipalcev so v dolžino merili skoraj en meter. Danes živeči ščipalci so ohranili mnogo primitivnih oz. izvornih lastnosti, kot je recimo dvodelen zadek.
Razvili naj bi se iz danes izumrlega reda Eurypterida (t. i. »morskih škorpijonov«), ki jih tradicionalno uvrščamo v razred praskrluparjev. Če to drži, je red Eurypterida, s tem pa tudi razred praskrluparjev, parafiletski in v sodobni filogenetski taksonomiji neveljaven.

## Sistematika
Danes poznamo okrog 2.000 živečih vrst ščipalcev, ki jih razvrščamo v 13 družin. Največja družina je Buthidae, ki šteje okrog 600 vrst.

### Ščipalci v Sloveniji
V Sloveniji živijo štiri vrste ščipalcev, vse pripadajo rodu Euscorpius. Najbolj razširjen je slovenski ščipalec (Euscorpius gamma), ki je bil kot samostojna vrsta opisan leta 2000 s tipskega nahajališča v bližini Kopra. Živi po vsej Sloveniji in v sosednjih državah blizu meje. Poleg njega živijo tu še gozdni ščipalec (E. germanus), navadni ščipalec (E. tergestinus) in italijanski ščipalec (E. italicus). Nobena od teh vrst ni nevarna človeku.